# Prix Pierre-Benoit
Le prix Pierre-Benoit est un prix de l'Académie française annuel de littérature et de philosophie, créé en 1977 par la fondation Cousin de Mandet, dont le prix porte le nom jusqu'en 1986.
Il est « destiné à l’auteur d’un travail sur la vie ou sur l’œuvre de Pierre Benoit ».
Pierre Benoit, né le 16 juillet 1886 à Albi (Tarn) et mort le 3 mars 1962 à Ciboure (Pyrénées-Atlantiques), est un écrivain français, membre de l'Académie française. 
Ce prix ne doit pas être confondu avec le prix Pierre-Benoit de l'Association des écrivains combattants, créé en 2019.

## Liste des lauréats

### Années 1970
- 1977 : 
  - Roger Nicolle pour Pierre Benoît, et Marcelle Pierre-Benoît
  - Dominique-Albine Vigroux pour L’image féminine dans l’œuvre romanesque de Pierre Benoît
- 1978 : Anne Effe pour Pierre Benoît, ou le Roman d’un romancier
- 1979 : Iskandar Owachek pour Pierre Benoît et l’Orient, à travers la Châtelaine du Liban

### Années 1980
- 1980 : 
  - Élisabeth Dumas pour Pierre Benoît : le romancier d’une époque
  - Marie-Jeanne Ruelle pour L’univers romanesque de Pierre Benoit
- 1981 : 
  - Catherine de Boel pour Narration et Fiction dans l’œuvre de Pierre Benoît
  - Marie-Claude Le Gouz pour L’Influence de la Poésie dans l’œuvre romanesque de Pierre Benoit
- 1982 : Jacqueline Metayer pour Les personnages féminins dans l’œuvre romanesque de Pierre Benoit
- 1983 : 
  - Olivier Comte pour Pierre Benoît. Un romancier de la femme fatale et des hommes déchus
  - Vincent de la Vaissière pour Pierre Benoît. Un professionnel du roman
- 1985 : Pascal Tiffreau pour L’œuvre romanesque de Pierre Benoit ou Vers l’unité mythologique
- 1986 : Jacques-Henry Bornecque pour Pierre Benoît, le magicien
- 1988 : Les Cahiers Pierre Benoit pour l'ensemble de leurs publications

### Années 1990
- 1990 : Patrick Besson et Lazare Iglesis pour Adaptation de Déjeuner de Sousceyrac, de Pierre Benoit
- 1997 : Alain Ferrari et Philippe Sainteny pour Réalisation du film "Pierre Benoît, l’artisan prisonnier"

### Années 2000
- 2000 : Association des amis de Pierre Benoit pour la publication des Cahiers des Amis de Pierre Benoit[4]
- 2001 : Association des amis de Pierre Benoit pour la publication des Cahiers des Amis de Pierre Benoit[5]
- 2002 : Maurice Thuilière pour Dictionnaire des personnages de l’œuvre complète romanesque de Pierre Benoit
- 2005 : Jean-Paul Török pour Benoit qui suis-je ?
- 2009 : M. Hyam Mallat pour La rencontre de Pierre Benoit et Georges Leconte, de l’Académie française, avec le Liban. Correspondances inédites

### Années 2010
- 2010 : Pierre Hamel pour Promenades poétiques dans l’œuvre de Pierre Benoit
- 2013 : Gérard de Cortanze pour Pierre Benoit. Le romancier paradoxal
- 2015 : Revue du Tarn pour « Pierre Benoit l’Albigeois »
- 2017 : Stéphane Maltère (1977-....) pour La Grande Guerre de Pierre Benoit

### Années 2020
- 2021 : Hervé Gaillet pour Pierre Benoit, autrement